# Bent Byg Grubbe
Bent Byg (død i 1391) var en dansk adelsmand, som var kammermester i 1385. Han blev rigshofmester i 1387 og var kong Oluf d. 2's hofmester.
Grubbe ejede Gunderslevholm til sin død.
Bent Byg Grubbe giftede sig til ejerskab af Hørningsholm[kilde mangler], hvor der senere blev opført Hirschholm Slot og i dag står Hørsholm Kirke.

## Trivia
Bent Byg har lagt navn til en spejdergruppe i Hørsholm, under Det Danske Spejderkorps.

## Ekstern henvisning
- Bent Byg Gruppe, DDS